# Église Sainte-Colombe de Lasfargues
Pour les articles homonymes, voir Église Sainte-Colombe.
L'église Sainte-Colombe de Lasfargues est une église catholique située sur le territoire de la commune de Laugnac, Lot-et-Garonne, en France.

## Localisation
L'église est située dans le département français de Lot-et-Garonne, au lieu-dit Lasfargues, sur le territoire de la commune de Laugnac.

## Historique
L'église romane est construite à la fin du XIIe siècle ou au début du XIIIe siècle. Il en subsiste l'abside voûtée en cul-de-four. Elle desservait l'ancien village de Lasfargues, aujourd'hui disparu. L'église est citée en 1235 dans une transaction avec le chapitre de la collégiale Saint-Caprais d'Agen.
La façade occidentale de l'église avec son clocher-pignon doit dater du XIVe ou XVe siècle.
L'église est décrite en bon état au cours de la visite pastorale du vicaire Jean de Vallier, en 1550. Mais dans la visite de 1597 par l'évêque Nicolas de Villars il constate que seule l'abside est couverte. L'église a donc souffert des guerres de religion. L'église est ensuite réparée car la nef est couverte au moment de la visite de l'évêque Jules Mascaron, en 1682.
L'église est désaffectée en 1792. L'église est vendue par la commune en 1836.
L'église avec le cimetière attenant, son mur de clôture et sa croix de 1780  sont inscrits au titre des monuments historiques le  16 mai 1995,.